# Harold Kroto
Harold Walter Kroto (ur. 7 października 1939 w Wisbech, zm. 30 kwietnia 2016 w Tallahassee) – brytyjski chemik, profesor, laureat Nagrody Nobla w dziedzinie chemii w 1996 (razem z Robertem Curlem Jr. i Richardem Smalleyem) za odkrycie fulerenów.

## Młodość
Urodził się w hrabstwie Cambridgeshire, natomiast jego rodzice pochodzili z Berlina, skąd wyemigrowali w 1937. Ojciec Harolda miał polsko-żydowskie korzenie, jego rodzina pochodziła z Bojanowa w Wielkopolsce. Harold zawdzięczał temu żydowskie nazwisko Krotoschiner, które nosił do 1955 roku, kiedy to zostało skrócone przez ojca do Kroto.

## Praca naukowa
Studiował chemię na Uniwersytecie w Sheffield, którą to uczelnię polecił mu jego nauczyciel chemii w szkole średniej, Harry Heaney (obecnie profesor emerytowany Uniwersytetu w Loughborough), gdyż uważał tamtejszy wydział chemiczny za najlepszy w Wielkiej Brytanii.
W 1961 r. Kroto otrzymał dyplom licencjacki. Początkowo interesował się chemią organiczną, jednak jego zainteresowania przeniosły się w kierunku mechaniki kwantowej. Podczas pracy nad doktoratem zajmował się analizą spektroskopową wolnych rodników powstałych w wyniku fotolizy. Związany z tymi badaniami na Uniwersytecie Sheffield jest noblista z 1967 George Porter. Po obronie dysertacji w 1964 r. Kroto przeniósł się do Kanady, a następnie do USA, gdzie odbywał staże podoktorskie (między innymi w Bell Laboratories). W 1967 r. wrócił do Anglii i pracował jako wykładowca na Uniwersytecie Sussex (Brighton w południowej Anglii).

## Odkrycie fulerenów
W 1970 r. rozpoczął prace nad badaniem organicznych związków chemicznych z wielokrotnymi wiązaniami potrójnymi (podstawione alkiny) przy użyciu spektroskopii fotoelektronowej. Pierwszą analizowaną cząsteczką był związek z grupy nitryli – cyjanobutadiyn. Badanie jej i podobnych doprowadziło do odkrycia w 1985 r. pierwszego fulerenu C60 oraz wykrycia jego widma w gwiazdach. W tym samym roku został profesorem.
W późniejszych latach Harold Kroto prowadził badania w dziedzinie nanotechnologii.

## Wyróżnienia i nagrody
W 1996 otrzymał Nagrodę Nobla w dziedzinie chemii.
Otrzymał doktoraty honoris causa Uniwersytetu Sheffield (1995) i Uniwersytetu Surrey (2005).
W 2002 roku otrzymał Nagrodę Michaela Faradaya, a w 2005 Medal Copleya.
W latach 2002–2004 był przewodniczącym Royal Chemical Society.